# Laberint (curtmetratge)
Laberint és una pel·lícula de curtmetratge espanyola dirigida el 1980 per Agustí Villaronga i Riutort, amb música de Carles Santos. Fou el seu segon curtmetratge.

## Sinopsi
Tres ballarines elaboren diverses coreografies inspirades en el quadre Laberint d'Antoni Tàpies que són dutes a terme en un escenari pintat a l'estil de l'obra de Tàpies en forma de serpentina translúcida on les tres ballarines amb malles dels colors del quadre s'enreden i desenreden fins a aplegar la Lluna al so de la música minimalista i alhora contundent de Carles Santos.

## Protagonistes
Les tres ballarines són Elisa Huertas, Alicia Pérez Cabrero i Isabel Ribas, del grup de dansa Heura.

## Premis
Va rebre el premi al millor curtmetratge en la 24a edició dels Premis Sant Jordi de Cinematografia.